# Nsang
Nsang è una città della Guinea Equatoriale. Si trova nella Provincia Kié Ntem e ha 2.122 abitanti.

## Geografia
Nsang è locata sul confine orientale del Distretto di Micomiseng, 12 km ad est della Riserva naturale del Monte Temelon e 15 km a nord del Monumento naturale di Piedra Bere. La maggiore città più vicina a Nsang è Ebebiyín, capitale della provincia, ma la capitale di futura realizzazione Ciudad de la Paz si troverebbe a soli 50 km da Nsang.

## Demografia
Nel censimento del 2002 sono stati registrati 10.228 abitanti nell'intero municipio, di cui però solo 2.194 vivevano nell'area urbana, mentre ben 8.034 nella circostante area rurale. La popolazione è suddivisa in 829 nuclei famigliari che a loro volta risiedono in 689 alloggi. L'area urbana è composta da 112 di questi alloggi e 138 nuclei famigliari.
Circa il 98,7% della popolazione del municipio (10.097 individui su 10.228) è di nazionalità equatoguineana.